# Музеј ратног детињства
Музеј ратног детињства је историјски музеј у Сарајеву, у Босни и Херцеговини, отворен у јануару 2017. године. Представља искуства деце која су преживјела рат у Босни, испричана кроз предмете, видео сведочења и одломке из усмених историја. награда Савета Европе 2018, једна је од најпрестижнијих награда у музејској индустрији, додељена је музеју ратног детињства у оквиру награде европске музејске године 2018.
Пројекат је започет 2010. када је Јасминко Халиловић, сарајевски предузетник, активиста и ратно дете, користио мрежну платформу за прикупљање кратких сећања на млађе одрасле особе која су била деца током грађанског рата у БиХ. Преко 1000 младих предало је своја сећања. Халиловић их је спојио у књигу која је објављена 2013. године. Накнадно је преведена на немачки и јапански језик.
Кад је Халиловић почео да се дописује са младима који су предали успомене, схватио је да су многа бивша ратна деца још увек имала одређене предмете које су повезивали са својим сећањима. Почео је да ради са тимом других младих професионалаца на развоју музејске збирке, прикупљајући на крају преко 3000 предмета и преко 60 сведочења из усмене историје.
У мају 2016. музеј ратног детињства је одржао своју прву, привремену изложбу у историјском музеју Босне и Херцеговине. Следиле су даље изложбе у градовима Зеница и Високо. У јануару 2017. отворена је стална поставка музеја у улици Логавина 32 у Сарајеву.
У музејским колекцијама налазе се дневници, играчке, фотографије, одевни предмети и мноштво других предмета које су поклонили преживели у рату. Сви предмети су представљени уз сећања првог лица од особе која их је донирала. Поред предмета, посетиоци могу да слушају сведочења и читају исечке са интервјуа за усмену историју.